# Іловайська міська територіальна громада
Іловайська міська територіальна громада — територіальна громада в Україні, у Донецькому районі Донецької області. Адміністративний центр — місто Іловайськ.
Територія територіальної громади є тимчасово окупованою територією.
Утворена розпорядженням 12 червня 2020 року.

## Населені пункти
У територіальній громаді 22 населені пункти — місто Іловайськ, 8 селищ: Бондаревське, Верхньоосикове, Виноградне, Грабське, Кобзарі, Металіст, Попова Балка, Придорожнє і 13 сіл:
- Агрономічне
- Вербівка
- Григорівка
- Зелене
- Многопілля
- Покровка
- Полтавське
- Русько-Орлівка
- Садове
- Степано-Кринка
- Третяки
- Федорівка
- Червоносільське